# Разорённый Вакуф
Разорённый Вакуф (крымскотат. Yıqıq Vaqıf, Йыкъыкъ Вакъыф) — исчезнувшее село в Джанкойском районе Республики Крым, располагавшееся на востоке района, в степном Крыму, у берега одного из полуостровов залива Сиваш, примерно в 4 километрах восточнее современного села Ближнегородское.

## История
Первое документальное упоминание селения встречается в Статистическом справочнике Таврической губернии. Ч.II-я. Статистический очерк, выпуск пятый Перекопский уезд, 1915 год, согласно которому в деревне Ак-Шеихской волости Перекопского уезда числилось 10 дворов (все дворы с землёй) с татарским населением в количестве 50 человек приписных жителей, из которых 29 мужчин и 21 женщина. Жители владели 317 десятинами удобной земли. В хозяйствах имелось 25 лошадей, 8 коров и 85 голов мелкого скота.
После установления в Крыму Советской власти, по постановлению Крымревкома от 8 января 1921 года № 206 «Об изменении административных границ» была упразднена волостная система и в составе Джанкойского уезда был создан Джанкойский район. В 1922 году уезды преобразовали в округа. 11 октября 1923 года, согласно постановлению ВЦИК, в административное деление Крымской АССР были внесены изменения, в результате которых округа были ликвидированы, основной административной единицей стал Джанкойский район и село включили в его состав. Согласно Списку населённых пунктов Крымской АССР по Всесоюзной переписи 17 декабря 1926 года, в селе Разорённый (вакуф), Тюп-Кенегезского сельсовета Джанкойского района, числилось 3 двора, все крестьянские, население составляло 17 человек, все татары. В последний раз селение встречается на карте 1931 года.